# Nava Ashraf
Nava Ashraf é uma economista e professora canadense que nasceu em 1975 em uma família Baha'i no Irã. Cinco anos após seu nascimento, sua família mudou-se para o Canadá. Em 1998, ela concluiu a graduação com altas honras em economia e relações internacionais pela Universidade Stanford, além de obter mestrado e doutorado em economia pela Universidade Harvard em 2003 e 2005. Em 1995, ela foi agraciada com a Ordem da Colúmbia Britânica, sendo na época a pessoa mais jovem a receber essa distinção.